# Liste isländischsprachiger Schriftsteller
Die Anordnung entspricht isländischen Gewohnheiten. Bei isländischen Personennamen sind Familiennamen selten, daher werden die Personen immer nach den Vornamen (und nicht nach den folgenden Vaters- bzw. Muttersnamen) aufgeführt.

## A
- Andri Snær Magnason (* 1973)
- Arnaldur Indriðason (* 1961), Autor von Kriminalromanen
- Arngrímur Jónsson (1568–1648)
- Auður Jónsdóttir (* 1973)
- Auður Ava Ólafsdóttir (* 1958)

## Á
- Álfrún Gunnlaugsdóttir (1938–2021)
- Áslaug Jónsdóttir
- Ásta Sigurðardóttir (1930–1971)

## B
- Benedikt Gröndal (1826–1907)
- Bergrún Íris Sævarsdóttir
- Bergsveinn Birgisson (* 1971)
- Birgitta Jónsdóttir
- Bjarni Benediktsson frá Hofteigi (1922–1968), Literaturkritiker, Übersetzer und Journalist
- Bjarni Pálsson (1719–1779), Arzt und Schriftsteller
- Bjarni Thorarensen (1786–1841), Verwaltungsbeamter und Schriftsteller
- Böðvar Guðmundsson (* 1939)
- Hjálmar Jónsson, Pseudonym Bólu-Hjálmar (1796–1875)
- Bryndís Björgvinsdóttir (* 1982)

## D
- Davíð Oddsson (* 1948), Politiker
- Davíð Stefánsson frá Fagraskógi (1895–1964)

## E
- Eggert Ólafsson (1726–1768), Naturforscher, Philologe, Archäologe, Ökonom und Historiker
- Einar Benediktsson (1864–1940), Lyriker
- Einar Heimisson (1966–1998)
- Einar Hjörleifsson Kvaran (1859–1938)
- Einar Kárason (* 1955)
- Einar Már Guðmundsson (* 1954)
- Einar Pálsson (1925–1996)
- Einar Sigurðsson (1539–1626)
- Eirikur Bergmann (* 1969)
- Eiríkur Örn Norðdahl (* 1978)
- Emil Hjörvar Petersen
- Eva Björg Ægisdóttir (* 1988)

## F
- Finnur Magnússon (1781–1847)
- Fríða Áslaug Sigurðardóttir (1940–2010)

## G
- Gerður Kristný (* 1970)
- Gestur Pálsson (1852–1891)
- Gísli Brynjúlfsson (1827–1888)
- Grímur Thomsen (1820–1896)
- Guðrún Helgadóttir (1935–2022), Kinderbuchautorin
- Guðbergur Bergsson (1932–2023)
- Guðmundur Andri Thorsson (* 1957)
- Guðmundur Böðvarsson (1904–1974)
- Guðmundur Daníelsson (1910–1990)
- Guðmundur Jónsson, Pseudonym Guðmundur Kamban (1888–1945)
- Guðmundur Magnusson, Pseudonym Jón Trausti (1873–1918)
- Guðrún Eva Mínervudóttir (* 1976)
- Gunnar Benediktsson (1892–1981)
- Gunnar Dal (1923–2011)
- Gunnar Gunnarsson (1889–1975)
- Gyrðir Elíasson (* 1961)

## H
- Halldór Laxness (1902–1998)
- Halldór Stefánsson (1892–1979)
- Hallgrímur Helgason (* 1959)
- Hallgrímur Pétursson (1614–1674)
- Hannes Hafstein (1861–1922)
- Hermann Stefánsson (* 1968)
- Hjálmar Jónsson, Pseudonym Bólu-Hjálmar (1796–1875)

## I
- Indriði G. Þorsteinsson (1926–2000)
- Ingibjörg Haraldsdóttir (1942–2016)

## J
- Jakobína Sigurðardóttir (1918–1994)
- Jóhann Sigurjónsson (1880–1919)
- Jóhannes úr Kötlum (1899–1972)
- Jón Arason (1484–1550)
- Jón Árnason (1819–1888)
- Jón Hallur Stefánsson (* 1959)
- Jón Helgason (1899–1986), Professor
- Jón Helgason (1914–1981), Schriftsteller
- Jón Kalman Stefánsson (* 1963)
- Jón Sveinsson (1857–1944)
- Jón Thoroddsen der Ältere (1818?–1868)
- Jón Thoroddsen der Jüngere (1898–1924)
- Jón Trausti (1873–1918)
- Jón úr Vör (1917–2000)
- Jón Þorláksson (1744–1819)
- Jónas Árnason (1923–1998)
- Jónas Hallgrímsson (1807–1845)
- Jónas Jónasson (1856–1918)
- Jónína Leósdóttir (* 1954)

## K
- Konráð Gíslason (1808–1891)
- Kristín Helga Gunnarsdóttir (* 1963)
- Kristín Marja Baldursdóttir (* 1949)
- Kristín Ómarsdóttir (* 1962)
- Kristín Steinsdóttir (* 1946)
- Kristján Jónsson Fjallaskáld (1842–1869)
- Kristmann Guðmundsson (1901–1983)

## L
- Lilja Sigurðardóttir (* 1972)

## M
- Magnús Ásgeirsson (1901–1955)
- Magnús Eiríksson (1806–1881)
- Margrét Jónsdóttir (1893–1971)
- Magnús Stefánsson siehe Örn Arnarson
- Matthías Jochumsson (1835–1920)
- Matthías Johannessen (* 1930)
- Mikael Torfason (* 1974)

## N
- Nína Björk Árnadóttir (1941–2000)

## O
- Óttar M. Norðfjörð (* 1980)

## Ö
- Örn Arnarson (Magnús Stefánsson) (1884–1942)

## Ó
- Ófeigur Sigurðsson (* 1975)
- Ólafur Davíðsson (1862–1903)
- Ólafur Gunnarsson (* 1948)
- Ólafur Haukur Símonarson (* 1947)
- Ólafur Jóhann Ólafsson (* 1962)
- Ólafur Jóhann Sigurðsson (1918–1988)
- Ólöf Sigurðardóttir, Pseudonym Ólöf frá Hlöðum (1857–1933)

## P
- Páll Ólafsson (1827–1905)
- Pétur Gunnarsson (* 1947)

## R
- Ragnar Jónasson (* 1976)
- Rósa Guðmundsdóttir, Pseudonym: Vatnsenda-Rósa (1795–1855)

## S
- Sif Sigmarsdóttir
- Sigríður Hagalín Björnsdóttir (* 1974)
- Sigurður Breiðfjörð (1798–1846)
- Sigurbjörg Þrastardóttir (* 1973)
- Sigurjón Birgir Sigurðsson (Pseudonym: Sjón) (* 1962)
- Snorri Hjartarson (1906–1986)
- Snorri Sturluson (1179–1241)
- Sólveig Pálsdóttir (* 1959)
- Stefán Jón Hafstein (* 1955)
- Stefán Máni (* 1970)
- Stefán Sigurðsson frá Hvítadal (1887–1933)
- Steinar Bragi Guðmundsson (Pseudonym: Steinar Bragi) (* 1975)
- Steingrímur Thorsteinsson (1831–1913)
- Steinn Steinarr (Aðalsteinn Kristmundsson) (1908–1958), Lyriker
- Steinunn Jóhannesdóttir (* 1948)
- Steinunn Sigurðardóttir (* 1950)
- Stephan G. Stephansson (1853–1927)
- Svava Jakobsdóttir (1930–2004)
- Sveinbjörn Beinteinsson (1924–1993)
- Sverrir Þorgeirsson
- Sæmundur fróði (1056–1133)

## T
- Theodora Thoroddsen (1863–1954)
- Thor Vilhjálmsson (1925–2011)
- Thórbergur Thórdarson (1888–1974) (siehe auch isländische Schreibung unten)
- Tómas Guðmundsson (1901–1983)
- Tómas Sæmundsson
- Tryggvi Emilsson (1902–1993)

## V
- Viktor Arnar Ingólfsson (* 1955), Autor von Kriminalromanen
- Vigdís Grímsdóttir (* 1953)

## Y
- Yrsa Sigurðardóttir (* 1963)

## Þ
- Þórarinn Eldjárn (* 1949)
- Þórarinn Leifsson (* 1966)
- Þórbergur Þórðarson (1888–1974)
- Þorsteinn Erlingsson (1858–1914)
- Þorsteinn Valdimarsson (1918–1977)
- Þráinn Bertelsson (* 1944)

## Æ
- Ævar Örn Jósepsson (* 1963)